# أوبسيلية ثلاثية النقط
أوبسيلية ثلاثية النقط (الاسم العلمي: Eupsilia tripunctata) هي نوع من الحشرات تتبع جنس الأوبسيلية من فصيلة الليليات.